# 申涵盼
申涵盼（1638年—1684年），字随叔，号鸥盟，又号定舫，直隶永年（今河北省邯郸市永年区）人，清朝政治人物。

## 生平
顺治十八年（1661年），登進士，改庶吉士，授翰林院检讨，预修两朝实录。著有《忠裕堂集》。

## 家族
申佳胤之子，申涵光、申涵煜之弟。